# Једрењак
Једрењак је врста брода који за покретање користи енергију вјетра. Енергија вјетра се узима од ваздуха који се креће преко једра.

## Историја
Јављају се у вријеме крсташких ратова, као бродови високих бокова и округлог трупа. Имају већу носивост у односу на дотадашње бродове, који су углавном користили весла за покретање. У 11. вијеку користи се нава са 2 јарбола, а од 13. до 16. вијека каравела и карака.
У 17. вијеку за прекооцеанске пловидбе се користе источноиндијци (енгл. East Indiamen), западноиндијци (West Indiamen) и левантинци (Levanters). То су већ тројарболни једрењаци, депласмана до 1500 тона. Имају 3 крстаста једра на предња два јарбола, и велико латинско једро на крменом јарболу. Између јарбола имају такозвана летна једра.
Највећи развој једрењаци достижу у 19. вијеку. Двадесетих година 19. вијека брзе фрегате (Blackwall Frigate) и поштански бродови прелазе пут од Њујорка до Ливерпула за 16-17 дана, а депласмани су им 500-1000 тона. 1840-их година се уводи клипер, најсавршенији и најбржи једрењак тог доба.
Од средине 19. вијека све се више граде ј. жељезне и челичне конструкције, мада их парни погон бродова све више потискује. Још доста дуго граде се и комбиновани бродови, са парним погоном и додатним једрима, који су били економичнији од чисто парних бродова због мање потрошње угља. Тако је 1907. у САД израђен ј. Томас Лосон (Thomas W. Lawson) депласмана 12000 тона са додатним једрима површине око 3.800 m².
Почетком 20. вијека ј. депласмана већег од 1000 тона нестају, али се јављају моторни ј. са депласманом до 500 тона, и мотором снаге до 300 коњских снага. И даље се понекад користе за транспорт.

## Подјела по броју јарбола и врсти једара
- „крст”, 3-5 јарбола, крстаста једра
- голета, 3-7 јарбола, сошна једра и вршњаче
- барк, 3-5 јарбола, крма сошно, остали јарболи крстаста једра
- шкуна-барк, 3-4 јарбола, прамчани с крстастим, остали сошним једрима и вршњачама
- баркантина, 3 јарбола, 2 крмена са сошним једрима, предњи с комбинованим крстастим и сошним једрима
- шкуна, 2 јарбола, прамчани са крстастим а крмени с сошним једрима
- шкунер, 2 јарбола, сошна једра и вршњаче
- брик, 2 јарбола, са крстастим, а крмени још и са доњим сошним једром
- логер, 2 јарбола, велика сошна једра и вршњаче.

Сви ови типови имају на коснику 2-4 пречке. Најпознатији типови ј, на Јадрану су трабакул, брацера и брагоц. Трабакул је од 30-300 тона депласмана, са 2 јарбола и логарским једрима. Брацера има од 20 до 50 тона, један јарбол и логарско једро. Брагоц има 10-12 тона депласмана, 2 јарбола и логарска једра.